# Ясная Гора
Я́сная Гора́, Я́сна Гу́ра (пол. Jasna Góra) — католический монастырь в польском городе Ченстохова, а также название холма, на котором он расположен. Полное название — Санктуарий Пресвятой Девы Марии Ясногорской (пол. Sanktuarium Najświętszej Maryi Panny Jasnogórskiej). Принадлежит монашескому ордену паулинов.
Ясногорский монастырь знаменит хранящейся здесь Ченстоховской иконой Божией Матери, почитаемой величайшей святыней католиками и православными. Ясная Гора — памятник истории, главный в стране объект паломничества, а также символ национального единства польской нации. Является кандидатом на включение в список Всемирного наследия UNESCO.

## История

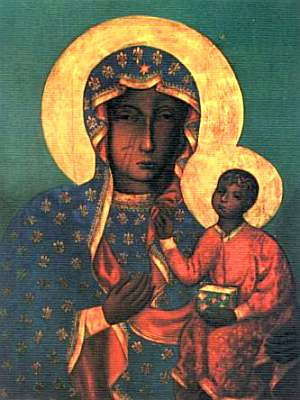
Ченстоховская икона Божией Матери

В 1382 году польский князь Владислав Опольский пригласил в Польшу из Венгрии монахов ордена паулинов, которые основали монастырь на холме рядом с городом Ченстохова. Новая обитель получила имя «Ясная Гора» в честь главной в тот момент церкви ордена — храма св. Лаврентия на Ясной Горе в Буде. На Ясную Гору Владиславом Опольским была перенесена чудотворная икона Девы Марии из города Белз (совр. Украина). Информация об этом событии содержится в старинном манускрипте «Translatio Tabulae», экземпляр которого, датируемый 1474 годом, хранится в монастырском архиве. С момента основания монастырь стал известен как место хранения реликвии, паломничества к иконе начались уже в XV веке.

На Пасху 14 апреля 1430 года монастырь был атакован бандой грабителей-гуситов из Богемии, Моравии и Силезии. Они разграбили монастырь, разбили икону на три части и нанесли по лику несколько сабельных ударов. Реставрация образа проходила в Кракове при дворе короля Владислава Ягелло. Несовершенные техники реставрации привели к тому, что, хотя икону и удалось собрать воедино, шрамы от сабельных ударов на лике Богородицы всё равно проступали сквозь свежую краску. В 1466 году монастырь пережил ещё одну осаду чешской армии. 

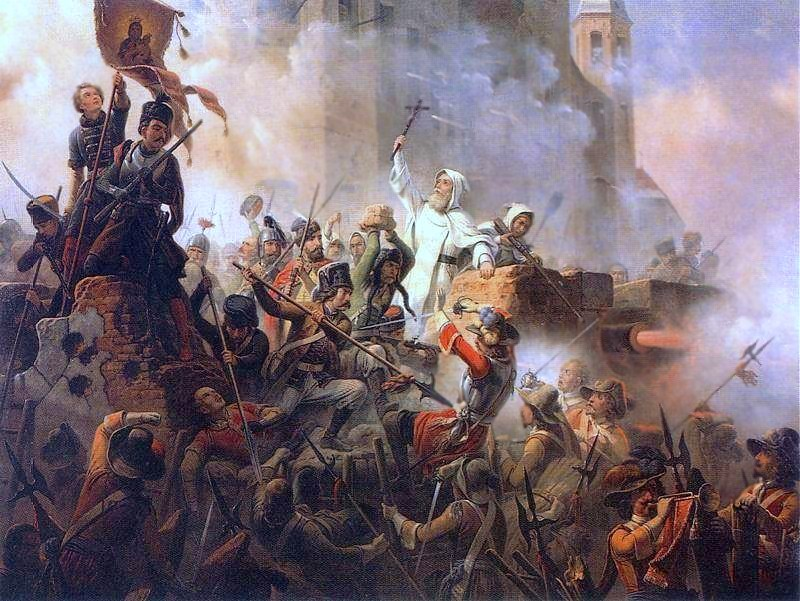
Я. Суходольский. Оборона Ясной Горы в 1655 году

В XV веке в монастыре был построен новый собор. В начале XVII века для защиты от нападений монастырь был обнесён мощными стенами, превратившими Ясную Гору в крепость. Очень скоро фортификационные сооружения монастыря подвергнулись суровой проверке на прочность во время так называемого «потопа», шведского нашествия на Речь Посполитую в 1655 году. Шведское наступление развивалось стремительно, в течение нескольких месяцев были взяты Познань, Варшава и Краков; польская шляхта в массовом порядке переходила на сторону врага; король Ян Казимир бежал из страны. 18 ноября того же года шведская армия под командованием генерала Мюллера подступила к стенам Ясной Горы. Несмотря на многократное превосходство шведов в живой силе (шведов было около 3 тысяч против 170 солдат, 20 дворян и 70 монахов в монастыре) настоятель Августин Кордецкий принял решение сражаться. Героическая оборона монастыря вынудила захватчиков отступить и послужила примером для всей страны, что привело к изгнанию шведов, что многими в Польше было расценено как чудо Богородицы. Вернувшийся из изгнания король Ян Казимир в ходе «львовских обетов» торжественно избрал Деву Марию покровительницей королевства.
О том, что из себя представляла обитель в конце XVII века, можно узнать из путевых записок русского дипломата П. А. Толстого:

От того места Честохова с полверсты кляштор, то есть монастырь, каменной Пресвятыя Богородицы, построен на высокой каменной горе. Тот кляштор великой, в нём костёлы каменные предивным строением, снаружья многие изрядные резбы каменные. Кругом того кляштора ров великой, выкладен камнем, белым и серым, диким; ограда около того кляштора каменная. В тот кляштор ворота одни каменные; в тех воротах всегда стоит караул, салдаты с ружьем по 20 человек. <...> В том кляшторе аптека изрядная, великая, в которой я видел много всяких лекарств, и убор всякой в той аптеке изрядной. В том кляшторе всякой законник имеет себе особую келью, и друг к другу мало ходят. Кельи все построены рядом, каменные, предивные, толко невеликие; между келей поделаны переходы широкие, изрядные, каменные. В том кляшторе есть академия, учатца высоким наукам, даже и до филозофии. А где у них бывают диспуты, и для того особая зделана полата великая. Тот кляштор древняго строения, на том месте от начала своего имеет быть неподвижно 360 лет, подданных имеет под собою 206 дворов. В том кляшторе в костелах всякие богатства, данные от приходящих молебщиков, которых в том кляшторе всегда бывает со всех сторон множество, и из далных християнских краев приезжают много народу.
Ещё несколько нападений монастырю пришлось пережить в ходе Северной войны, в 1702, 1704 и 1705 годах, однако они были также отражены. В 1716 году монахи монастыря подали в Рим петицию о короновании образа. В 1717 году после получения одобрения от папы Климента XI икона была коронована в присутствии 200 000 паломников. Возложение на головы Младенца и Матери Божией корон символизировало особую важность иконы и её чудотворность.

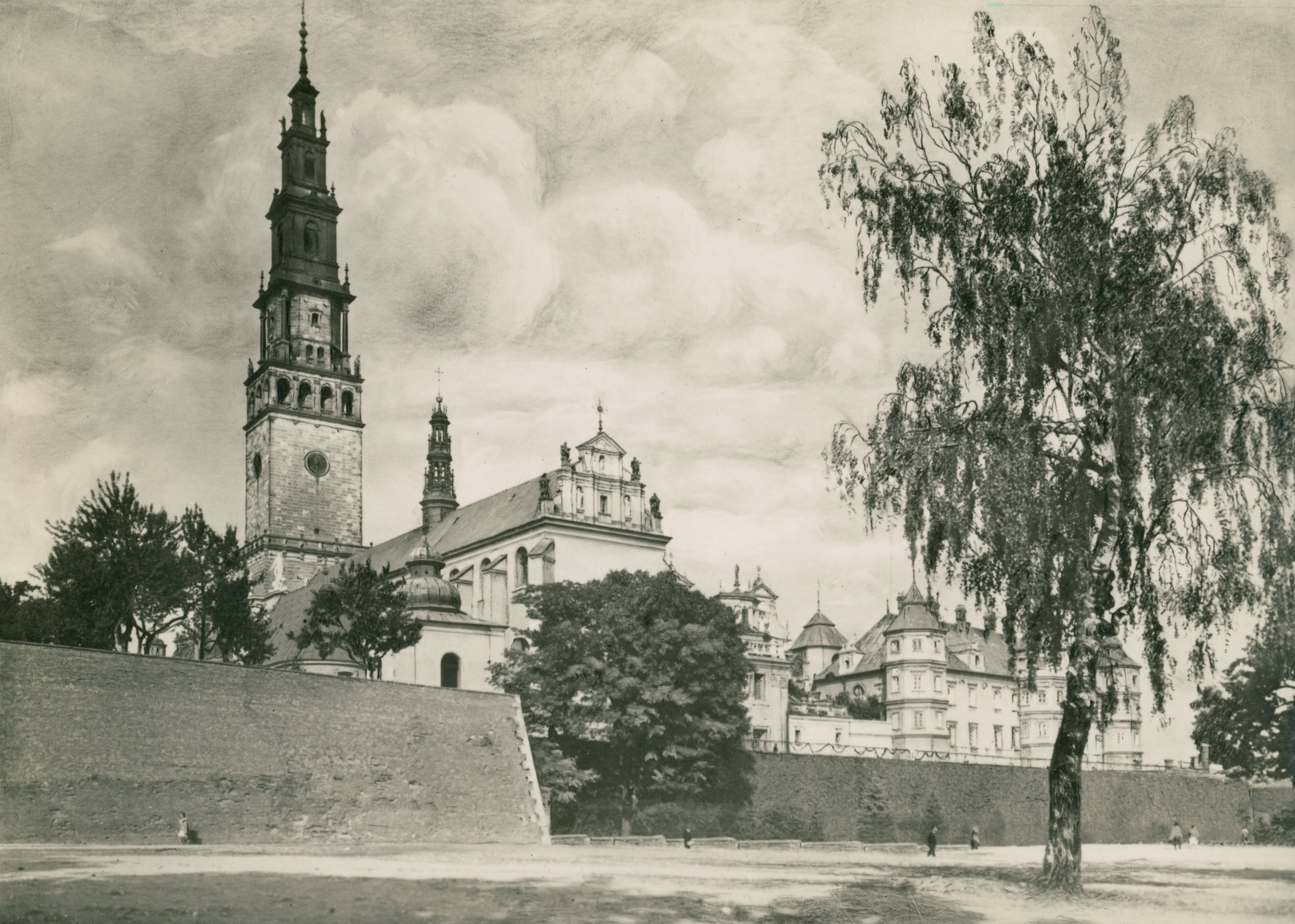
Ясная Гора в 1930-е годы

После поражения Барской конфедерации в 1772 году последний польский король Станислав Понятовский приказал сдать монастырь русским войскам. Второй раз монастырь был занят русской армией в 1813 году после осады в ходе наполеоновских войн, настоятель Ясной Горы преподнёс русским военачальникам список иконы, который потом хранился в Казанском соборе Санкт-Петербурга, а после закрытия собора в 1932 году перешёл на хранение в Государственный музей истории религии. Русская армия разрушила крепостные стены Ясной Горы, однако, в 1843 году Николай I повелел восстановить их. Стены были построены, впрочем, в несколько иной конфигурации, чем раньше.
В условиях, когда Польша была разделена между другими государствами, Ясногорский монастырь и хранящаяся в нём икона были важными символами единства нации, так, на знамёнах участников Польского восстания 1863 года был изображён Ченстоховский образ. После подавления восстания ряд монахов-паулинов были обвинены в поддержке восставших и высланы в Сибирь. Также в результате восстания в городке Кодень был упразднён монастырь, а в Ченстохову была перевезена Коденская икона Божией Матери, которая находилась на Ясной Горе в часовне Сердца Иисуса до 1927 года.

Во время второй мировой войны монастырь был оккупирован нацистами, паломничества запрещены, а монахи находились под наблюдением гестапо. Икона была заменена копией, а оригинал спрятан под одним из столов в монастырской библиотеке. Немецкие власти пытались использовать монастырь для своей пропаганды, в частности Ясную Гору дважды посетил губернатор Ганс Франк. 16 января 1945 года внезапная атака советских танков на Ченстохову (батальон Хохрякова из 54 гв. танковой бригады) привела к тому, что нацисты оставили монастырь, не причинив ему вреда (см. Освобождение Ченстоховы). В восточной стене монастыря вмурован предположительно советский бронебойный танковый снаряд боёв января 45 года с табличкой "16-1-1945 R" над ним.

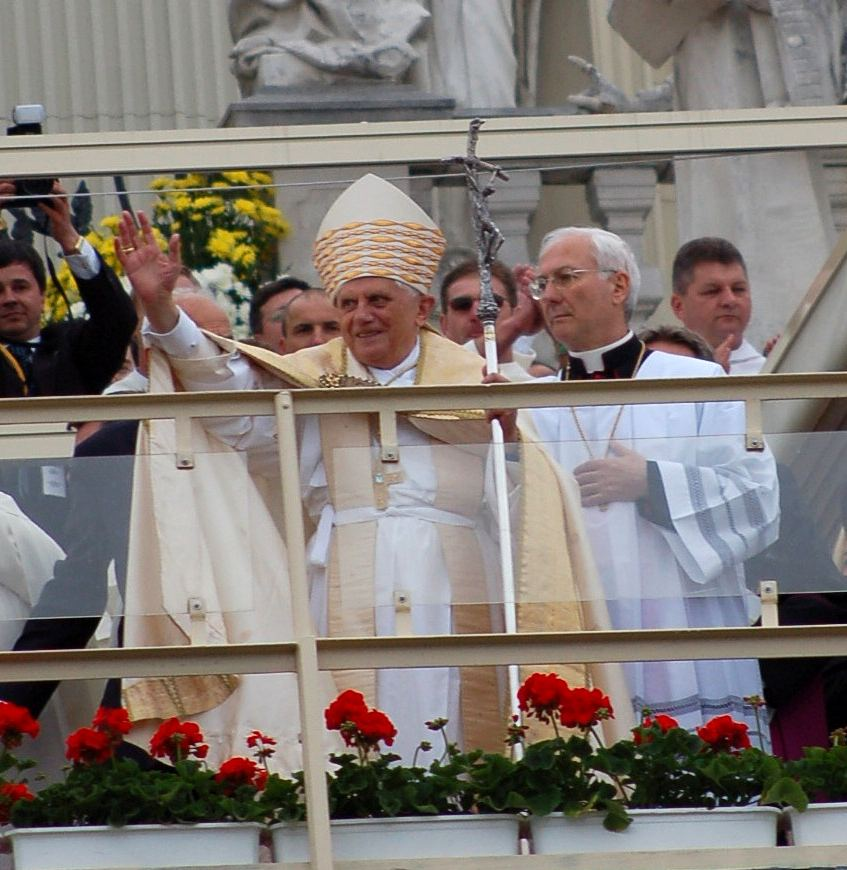
Папа Бенедикт XVI во время визита на Ясную Гору в 2006 году

По воспоминанием Бориса Полевого, перед уходом монастырь был заминирован:

Мы вышли из храма. Снег совсем прекратился, и луна, светя в полную силу, заливала все подворье. В фиолетовом её свете как-то особенно красиво выделялись пухлые белые подушки, покрывавшие с подветренной стороны сучья, стены храма, штабель пузатых мин. Сержант Корольков сидел на этом штабеле и курил, а его монашеская команда теснилась возле, напоминая стайку грачей. При виде нас он вскочил, лихо откозырял. Монахи тоже вдруг вытянулись. Сразу стало видно, что он недаром провел с ними время.

— Разрешите доложить, разминирование закончено. Тридцать шесть авиабомб извлечены и разряжены. Отысканы два взрывателя: один ударный — ловушка в лазе, другой, химический, с дистанцией дней на десять. Вот они. — Он показал на два каких-то прибора, лежавших в сторонке на доске.— Борис Полевой — «До Берлина — 896 километров», мемуары
После войны Ясная Гора продолжала быть духовным центром страны. В сентябре 1956 года, в день трехсотлетия львовских обетов Яна Казимира, около миллиона верующих молились здесь об освобождении брошенного в тюрьму коммунистическими властями примаса Польши, кардинала Стефана Вышинского. Освобождение кардинала состоялось через месяц после этого. Однако монастырь находился под пристальным наблюдением властей Польской народной республики. 21 июля 1957 года в присутствии верующих отряд польской милиции провел обыск на территории монастыря, пытаясь обнаружить религиозную литературу, которая не прошла государственную цензуру.
В августе 1991 года в Ченстохове проводился католический Всемирный день молодёжи, в котором принял участие папа римский Иоанн Павел II, и в ходе которого паломничество к иконе совершили более миллиона человек, в том числе и значительное количество молодых людей из СССР, что стало одним из ярких свидетельств падения железного занавеса.

## Территория и строения
Ясногорский монастырь расположен на холме высотой 293 метра. 106-метровая колокольня монастыря доминирует над городом Ченстохова и видна приблизительно с 10-километрового расстояния от монастыря. Территория монастыря занимает площадь 5 гектар. Монастырские здания окружены с трёх сторон парком, в то время как с четвёртой, восточной, стороны (со стороны Аллеи Пресвятой Девы Марии), к ним ведёт большой сквер, который в дни больших праздников полностью заполняется паломниками.

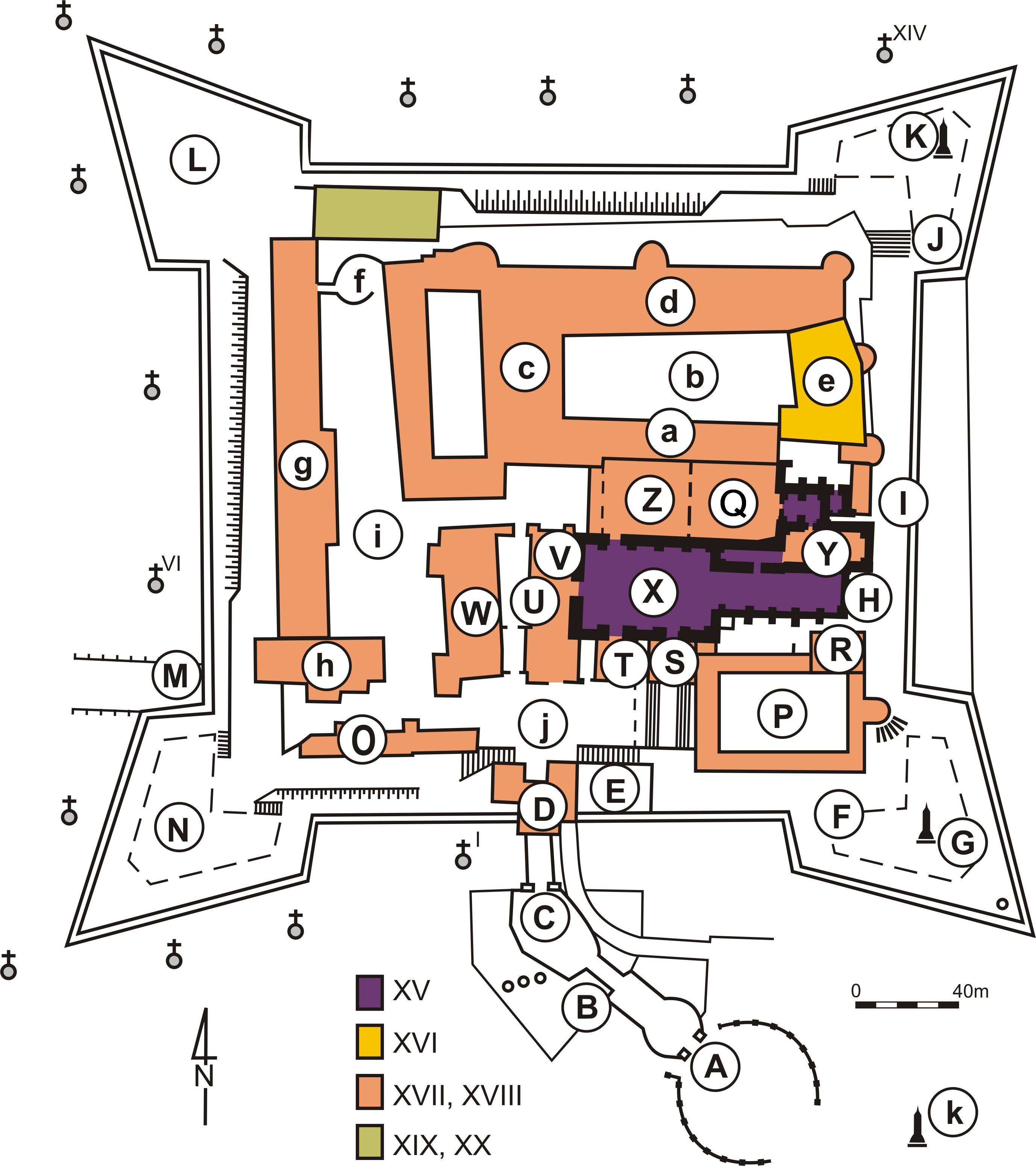
План Ясной Горы: А — Врата Любомирских; B — Врата Божьей Матери Победоносной; C — Врата Богородицы скорбящей; D — Валовые врата (Ягеллонские); E — Зал Марии; F — Королевский бастион, (Потоцких); G — Памятник Августину Кордецкому; H — Сокровищница, I — Алтарь на козырьке; J — Бастион св. Троицы (Шанявских); K — Памятник Иоанну Павлу II, L — Бастион Морштынов; М — Врата Иоанна Павла II (въезд); N — Бастион св. Варвары (Любомирских); O — Дом музыкантов; P — Вечерник; R — Сад; S — Церковь Яблоновских (часовня Сердца Иисуса); T — Церковь Денгофов (церковь св. Павла Первого Отшельника); U — Вход на башню; V — Церковь св. Антония; W — Королевские покои; X — Базилика; Y — Ризница; Z — Церковь МБ Ченстоховской; a — Рыцарский зал; b — Сад монастыря; c — Трапезная и библиотека, d, e — Монастырь; f — Колодец; g — Музей 600-летия; h — Арсенал, i — Хозяйственный двор; j — Главный двор; k — Памятник кард. Стефану Вышиньскому

### Укрепления
Монастырь имеет четырёхугольную форму, по углам располагаются мощные бастионы стреловидной формы. Вход в монастырь эащищён равелином имеющим форму пятиугольного люнета. Бастионы носят имена:
- бастион Морштынов — на северо-западе
- бастион св. Барбары (или бастион Любомирских) — на юго-западе
- Королевский бастион (или бастион Потоцких) — на юго-востоке
- бастион Св. Троицы (бастион Шанявских) — на северо-востоке

### Ворота
На территорию монастыря ведут два входа: главный с южной стороны и боковые въездные ворота с запада. Главный вход состоит из системы четырёх ворот, из которых первым, вратам Любомирских, предшествует небольшая, круглая площадка, окруженая низкой стеной из каменных тумбам, скреплённых цепями, построенная в начале XX века по проекту Стефана Шиллера. В центре площадки, сложенной из тёмных гранитных блоков, изображён герб ордена паулинов: пальма с сидящим на ней вороном, держащим в клюве буханку хлеба и двух львов, опирающихся лапами на ствол дерева.

#### Ворота Любомирских
Врта построены из кирпича, облицованного известняком в 1722-1723 гг. вроцлавским каменщиком Яном Лембергом, на средства коронного подкоморего Ежи Доминика Любомирского (отсюда и название ворот). В венце ворот в овале размещена мозаика Божией Матери Королевы, выше поднимается двухсторонняя скульптура святого Архангела Михаила, а по бокам стоят двусторонние скульптуры св. Павла Первого Отшельника и святого Антония. Под образом вытесано скрещенное оружие и знамёна и  на карнизе помещена надпись (лат. Sub Tuum Praesidum), «под Твоей защитой».

#### Ворота Божьей Матери Победоносной
Были построены в 1767 году по случаю ожидаемого прибытия короля Станислава Августа Понятовского, который, однако, не прибыл. В 1955 получили наименование Божьей Матери Победоносной, когда благодаря стараниям монахов на венце ворот был установлен барельеф Божьей Матери Победоносной, на которой дева Мария парит в облаках над паноплиями, авторства художницы Софьи Тшчиньской-Каминьской. Ворота довольно широки, что сделано для прохода на равелин, то есть небольшую крепость, служащую для охраны главных ворот, устроенных в виде пятигранника.

### Колокольня

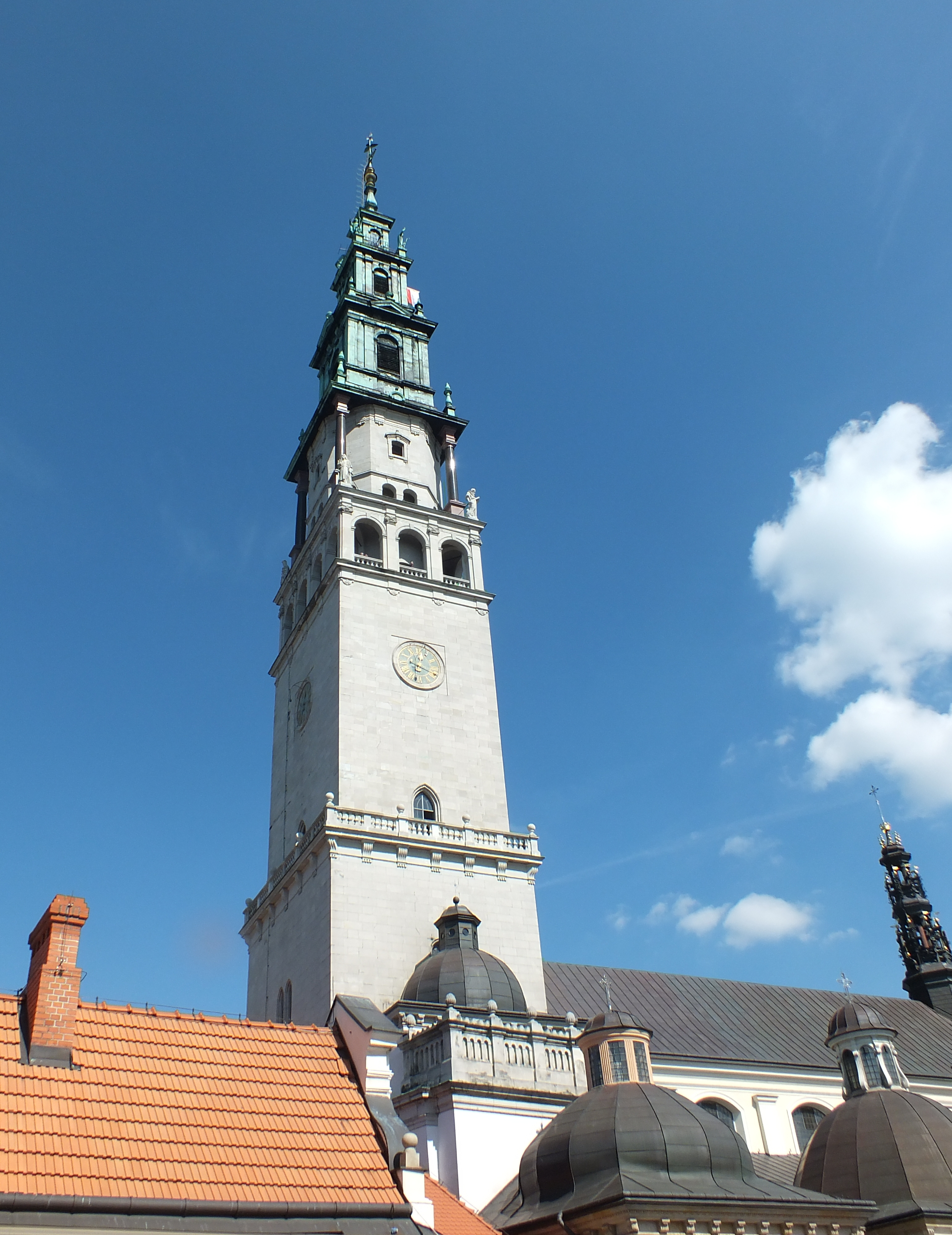
Колокольня

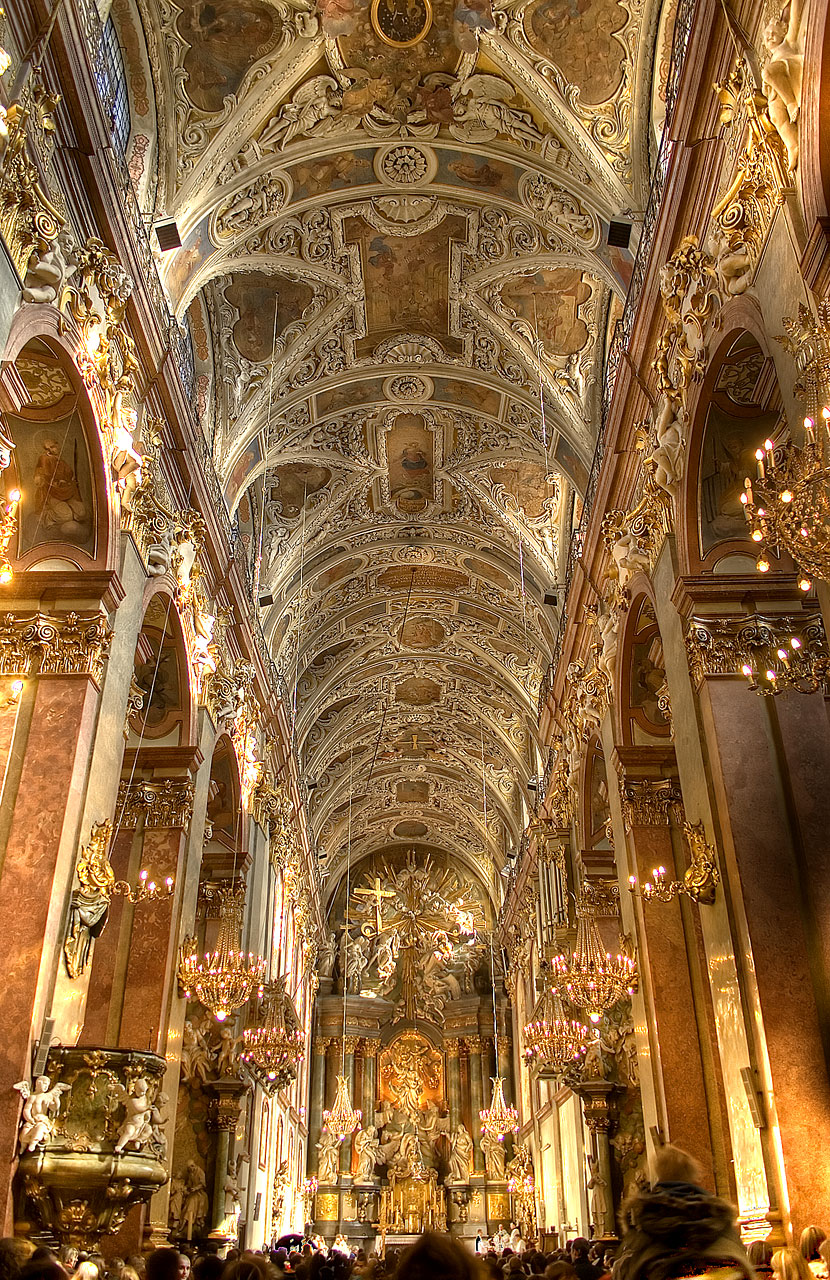
Собор

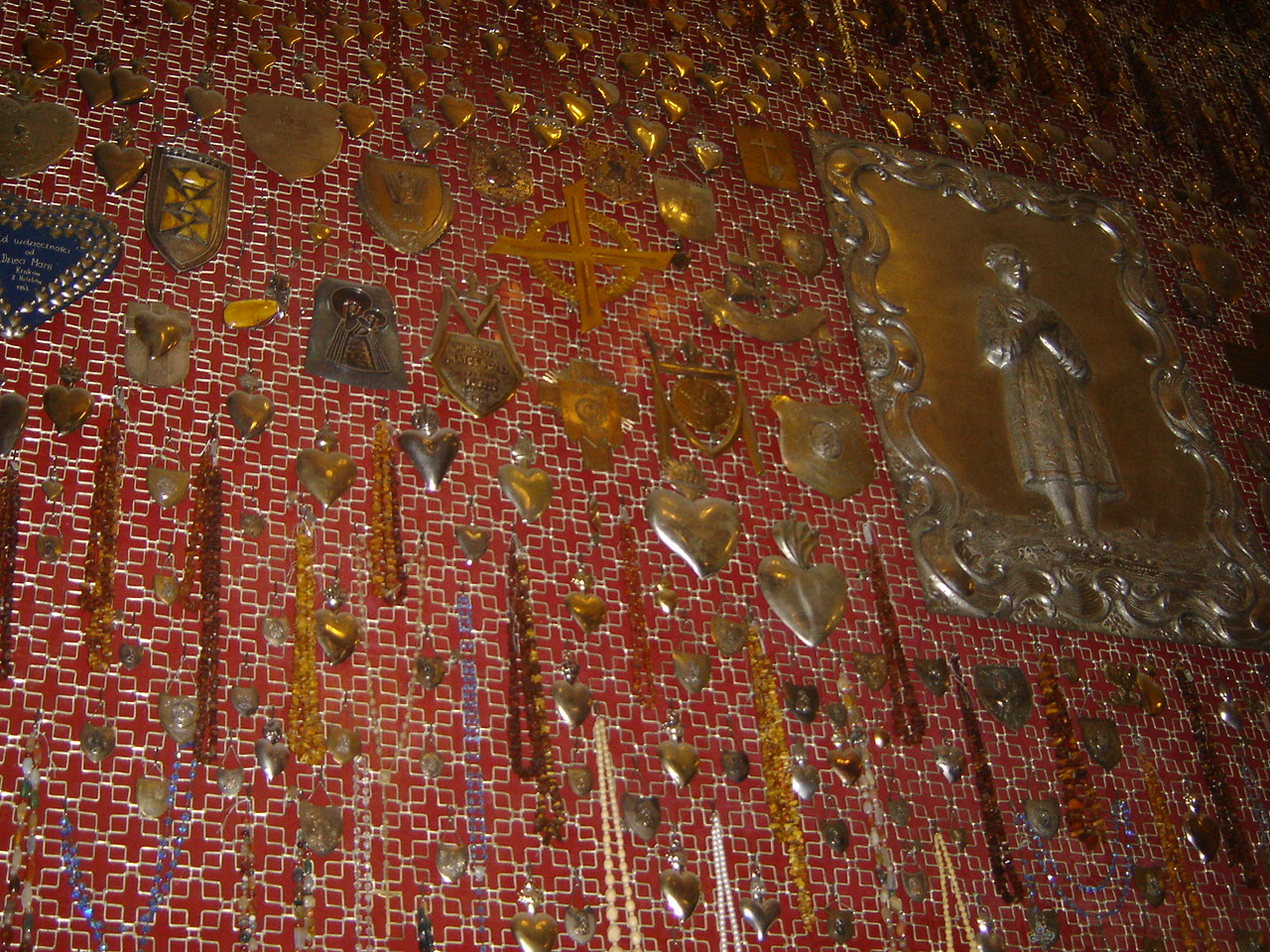
Вотивные предметы на стенах капеллы Девы Марии

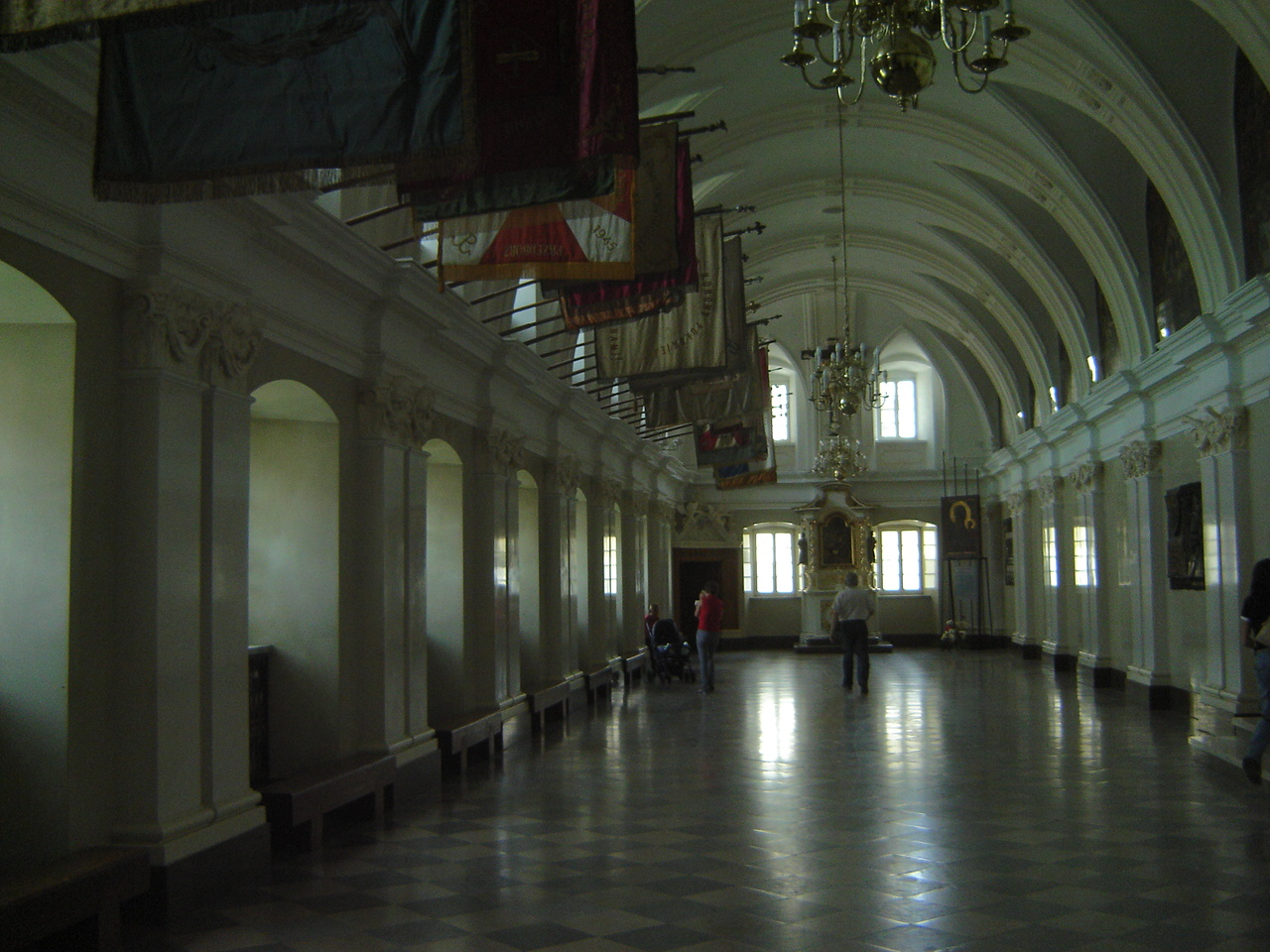
Рыцарский зал

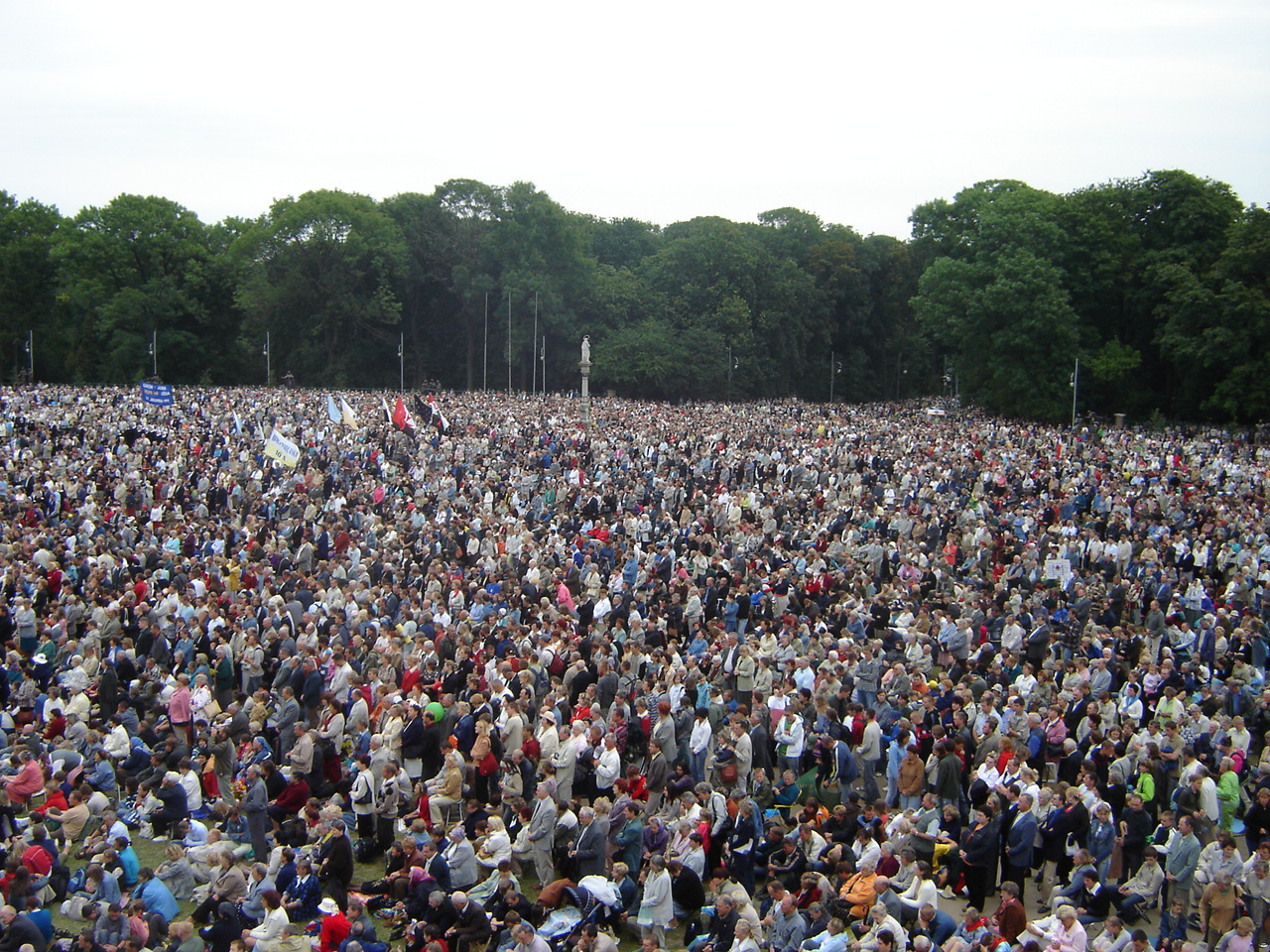
Паломники в монастырь на праздник Успения (2005 год)

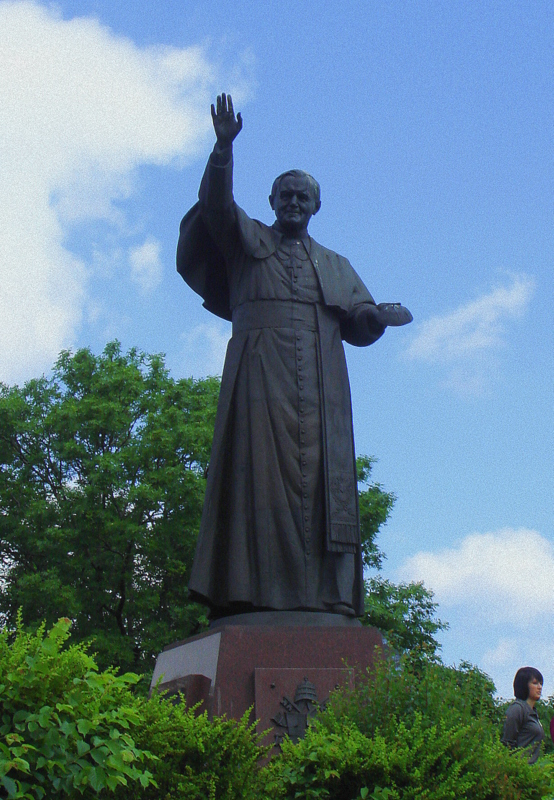
Статуя Папы Иоанна Павла II

Высокая 106-метровая колокольня была построена в 1714 году в барочном стиле. Несколько раз она страдала от пожаров, в 1906 году была реконструирована и надстроена.
Колокольня состоит из 5 уровней. На высоте второго уровня с внешней стороны располагаются четыре часовых циферблата, с каждой стороны башни. Каждые 15 минут 36 колоколов исполняют мелодию гимна, посвящённого Деве Марии. Интерьер третьего уровня украшают 4 статуи — св. Павла Фивейского, св. Флориана, св. Казимира и св. Ядвиги. На верхний, пятый уровень ведут 516 ступеней. Там находятся четыре статуи Учителей Церкви — св. Альберта Великого, св. Григория Назианзина, св. Августина и св. Амвросия Медиоланского. На шпиле башни помещена статуя ворона с куском хлеба во рту (символ ордена паулинов) и монограмма Пресвятой Девы. Венчается шпиль крестом, который по ночам ярко подсвечен.

### Капелла Девы Марии
Капелла, в которой хранится Ченстоховская икона Божией Матери — сердце монастыря. Первоначальная капелла была построена ещё до начала XVII века, в 1644 году она была перестроена в трёхнефную часовню (сейчас это пресвитерий). Икона была помещена на алтарь из чёрного дерева и серебра, подаренный монастырю великим канцлером Оссолинским в 1650 году и до сих пор остаётся на том же месте. Серебряная панель, защищающая икону, датируется 1673 годом.
В 1929 году к капелле была пристроена ещё одна часть. В капелле 5 алтарей, её стены покрыты вотивными дарами. В левой стене захоронен прах Августина Кордецкого, настоятеля, руководившего обороной монастыря от шведов.

### Собор Святого Креста и Рождества Богородицы
Собор, примыкающий к капелле чудотворной иконы, самое старое сооружение монастыря, его сооружение началось в начале XV века. В настоящее время собор имеет 46 метров в длину, 21 метр в ширину и 29 метров в высоту.
В 1690 году большой пожар практически уничтожил интерьер храма. В 1692—1695 году были проведены восстановительные работы. Ещё несколько реставраций были проведены в 1706 и 1728 году.
Трёхнефный собор — один из лучших образцов барокко в Польше. Своды пресвитерия и главный неф оформлены Карлом Данквартом в 1695 году. Главный алтарь авторства Джакомо Буццини выполнен в 1728 году. Среди многочисленных боковых капелл выделяются капелла св. Павла Фивейского, св. Сердца Иисусова, св. Антония Падуанского.

### Ризница
Ризница (сакристия) находится между собором и капеллой Девы Марии и составляет с ними один комплекс. Она построена в 1651 году, её длина 19 метров, ширина 10 метров. Свод сакристии, как и собор, расписывал Карл Данкварт, настенные росписи также относятся к XVII веку.

### Библиотека
Монастырь располагает обширной библиотекой. Среди уникальных библиотечных экземпляров 8 000 старинных печатных книг, а также большое число манускриптов. Многие из них составляли ядро так называемый коллекции Ягеллонов, которая в своё время была завещана монастырю.
Новое здание библиотеки было построено в 1739 году. Потолок библиотеки богато украшен фресками работы неизвестного итальянского мастера. С 1920 года библиотека Ясной Горы используется для конференций польского католического епископата.

### Рыцарский зал
Рыцарский зал расположен вдоль южного фасада монастыря позади Капеллы Девы Марии. Он возведён в 1647 году в стиле ренессанс. Стены зала расписаны в XVII веке польскими мастерами и представляют наиболее значительные события истории монастыря. В дальнем конце зала установлен алтарь св. Иоанна Богослова работы XVIII века.
В Рыцарском зале проводятся встречи, заседания епископата, теологические и философские конференции, а также выставки.

### Прочие
В комплекс монастырских зданий также входят жилые помещения монахов, арсенал, музей 600-летия монастыря, королевские покои, переговорный зал и др.
Возле монастыря находится  Святилище Свента-Липка, римско-католическая базилика, построенная в конце XVII века.

## Паломничества
Поезд пришёл в Ченстохов рано утром. От вокзала до монастыря, стоявшего на высоком зелёном холме, было далеко.
Из вагона вышли богомольцы — польские крестьяне и крестьянки. Среди них были и городские обыватели в пыльных котелках. Старый, тучный ксендз и мальчики-причетники в кружевных одеяниях ждали богомольцев на вокзале.
Тут же, около вокзала, процессия богомольцев выстроилась на пыльной дороге. Ксендз благословил её и пробормотал в нос молитву. Толпа рухнула на колени и поползла к монастырю, распевая псалмы.
Толпа ползла на коленях до самого монастырского собора. Впереди ползла седая женщина с белым исступленным лицом. Она держала в руках чёрное деревянное распятие.
Ксендз медленно и равнодушно шёл впереди этой толпы. Было жарко, пыльно, пот катился по лицам. Люди хрипло дышали, гневно оглядываясь на отстающих.
Я схватил бабушку за руку.

— Зачем это? — спросил я шёпотом.
— Не бойся, — ответила бабушка по-польски. — Они грешники. Они хотят вымолить прощение у пана бога.— Константин Паустовский — Книга о жизни. Далекие годы
Паломничества в Ясногорский монастырь проводятся с XV века. Как правило, организованные группы паломников собираются в соседних с Ченстоховой городах и затем идут в Ясную Гору пешком. По давней благочестивой традиции, жители тех населённых пунктов, через которые проходят паломники, предоставляют кров и еду нуждающимся в них.
Особенно большое число паломников бывает в праздники, посвящённые Богородице, особенно в день Успения (15 августа). В последние годы число паломников, стекающихся в Ченстохову в этот день, превышает 200 тысяч человек.

## Культ Марии
Каждый вечер в 21:00 в часовне чудотворного Образа проходит особая молитва к Королеве Польши от Государства и Церкви. Традиция введена в 50-х годах XX века.

## Монастырь в литературе
- Оборона Ясногорского монастыря от шведов в 1655 году описана на страницах исторического романа Г. Сенкевича «Потоп».
- В мемуарах Бориса Полевого «До Берлина — 896 километров» описано разминирование монастыря и иконы.
- В книге польского писателя Анджея Сапковского «Сага о Рейневане» (3 том — «Свет вечный») описывается нападение в 1430 году на монастырь в Ченстохове и осквернение иконы Божией Матери.
- В книге «I’ll never go back» Михаил Коряков описывает свой визит в монастырь сразу после его освобождения в 1945 г.